# Championnat du Mexique de football 1968-1969
Navigation
Saison précédente Saison suivante
La Primera División 1968-1969 est la vingt-sixième édition de la première division mexicaine.
Lors de ce tournoi, le Club Toluca a tenté de conserver son titre de champion du Mexique face aux quinze meilleurs clubs mexicains.
Chacun des seize clubs participant au championnat était confronté deux fois aux quinze autres.
Seulement une place était qualificative pour la Coupe des champions de la CONCACAF.

## Les 16 clubs participants
| \| Mexico: Club América CF Atlante Club Necaxa Pumas UNAM Guadalajara: CF Atlas Chivas de Guadalajara Oro de Jalisco CD Cruz Azul —— Deportivo Veracruz CF Monterrey Nuevo León FC Laguna FC Deportivo Toluca FC FC León I Mexico Guadalajara AC Pachuca Deportivo Irapuato \| Localisation des clubs engagés dans le championnat. |
| Mexico: Club América CF Atlante Club Necaxa Pumas UNAM Guadalajara: CF Atlas Chivas de Guadalajara Oro de Jalisco CD Cruz Azul —— Deportivo Veracruz CF Monterrey Nuevo León FC Laguna FC Deportivo Toluca FC FC León I Mexico Guadalajara AC Pachuca Deportivo Irapuato                                                           |

| Club                  | Stade                            | Capacité          | Ville              |
| Club América          | Stade Azteca                     | 105 064           | Mexico             |
| CF Atlante            | Stade Azteca                     | 105 064           | Mexico             |
| CF Atlas              | Stade Jalisco                    | 56 713            | Guadalajara        |
| Club Necaxa           | Stade Azteca                     | 105 064           | Mexico             |
| CD Cruz Azul          | Stade du 10-Décembre             | 17 000            | Ciudad Cooperativa |
| Chivas de Guadalajara | Stade Jalisco                    | 56 713            | Guadalajara        |
| Deportivo Irapuato    | Stade inconnu                    | Capacité inconnue | Irapuato           |
| Oro de Jalisco        | Stade Jalisco                    | 56 713            | Guadalajara        |
| Laguna FC             | Stade inconnu                    | Capacité inconnue | Torreón            |
| FC León               | Stade Nou Camp                   | 30 000            | León               |
| CF Monterrey          | Stade Tecnológico                | 33 485            | Monterrey          |
| Nuevo León FC (en)    | 'Stade inconnu                   | Capacité inconnue | Monterrey          |
| AC Pachuca            | Stade de la Révolution Mexicaine | 3 500             | Pachuca            |
| Pumas UNAM            | Stade Olímpico Universitario     | 62 214            | Mexico             |
| Club Toluca           | Stade Nemesio Díez               | 27 000            | Toluca             |
| Deportivo Veracruz    | Stade Luis de la Fuente          | 30 000            | Veracruz           |

## Compétition
Les seize équipes s'affrontent à deux reprises selon un calendrier tiré aléatoirement.
Le classement est établi sur l'ancien barème de points (victoire à 2 points, match nul à 1, défaite à 0).
Le départage final se fait selon les critères suivants si le titre ou la relégation sont en jeu :
- Le nombre de points.
- Un match de départage.

Sinon le départage final se fait selon les critères suivants :
- Le nombre de points.
- La différence de buts générale.
- La différence de buts particulière.
- Le nombre de buts marqué à l'extérieur.
- Le tirage au sort.

### Classement
| Rang | Équipe                | Pts | J  | G  | N  | P  | Bp | Bc | Diff |
| ---- | --------------------- | --- | -- | -- | -- | -- | -- | -- | ---- |
| 1    | CD Cruz Azul (C)      | 44  | 30 | 18 | 8  | 4  | 49 | 26 | +23  |
| 2    | Chivas de Guadalajara | 38  | 30 | 14 | 10 | 6  | 45 | 30 | +15  |
| 3    | Club Toluca (T)       | 34  | 30 | 13 | 8  | 9  | 43 | 30 | +13  |
| 4    | Pumas UNAM            | 34  | 30 | 13 | 8  | 9  | 50 | 42 | +8   |
| 5    | Club América          | 34  | 30 | 14 | 6  | 10 | 38 | 36 | +2   |
| 6    | CF Atlas              | 34  | 30 | 13 | 8  | 9  | 41 | 39 | +2   |
| 7    | FC León               | 31  | 30 | 13 | 5  | 12 | 54 | 50 | +4   |
| 8    | CF Atlante            | 31  | 30 | 12 | 7  | 11 | 43 | 44 | -1   |
| 9    | Club Necaxa           | 29  | 30 | 10 | 9  | 11 | 38 | 31 | +7   |
| 10   | AC Pachuca            | 28  | 30 | 11 | 6  | 13 | 49 | 51 | -2   |
| 11   | CF Monterrey          | 28  | 30 | 10 | 8  | 12 | 37 | 46 | -9   |
| 12   | Deportivo Veracruz    | 27  | 30 | 8  | 11 | 11 | 29 | 35 | -6   |
| 13   | Laguna FC (P)         | 23  | 30 | 7  | 9  | 14 | 34 | 45 | -11  |
| 14   | Deportivo Irapuato    | 23  | 30 | 7  | 9  | 14 | 38 | 52 | -14  |
| 15   | Nuevo León FC (en)    | 21  | 30 | 7  | 7  | 16 | 33 | 44 | -11  |
| 16   | Oro de Jalisco        | 21  | 30 | 7  | 7  | 16 | 34 | 54 | -20  |

| Légende : Qualifications et relégations | Légende : Qualifications et relégations                                                              |
| --------------------------------------- | --- |
|                                         | Coupe des champions 1970 (1er tour de qualification)                                                 |
|                                         | Qualifié pour le barrage de relégation en Primera División A                                         |
|                                         | (T) : Tenant du titre (C) : Vainqueur de la Copa México 1968-1969 (P) : Promu de la saison 1967-1968 |

### Barrage de relégation
| Club               | Aller | Retour | Club           | Commentaire         |
| Nuevo León FC (en) | 1-1   | 2-2    | Oro de Jalisco | Match d'appui : 0-1 |

## Bilan du tournoi
| Tableau d'Honneur    |              |
| Compétition          | Vainqueur    |
| Primera División     | CD Cruz Azul |
| Copa México          | CD Cruz Azul |
| Campeón de Campeones | CD Cruz Azul |

| Qualifications continentales 1969-1970 |              |
| Coupe des champions                    | Qualifiés    |
| 1er Tour de qualification              | CD Cruz Azul |

| Promotions et relégations     |                    |
| Relégué en Primera División A | Nuevo León FC (en) |
| Promu de Primera División A   | Torreón FC (en)    |